# ランカ・リー
ランカ・リー（Ranka Lee、蘭花 李）は2008年に放送されたテレビアニメ『マクロスF』および、その関連作品に登場する架空の人物で、ヒロイン・歌姫のひとり。声の出演および歌唱パートは「Victor Vocal & Voice Audition」で約5,000通の応募のなかから選ばれた中島愛。キャラクターデザインは江端里沙。
歌が好きな少女で、銀河の妖精と呼ばれるトップシンガー「シェリル・ノーム」と出会ったことをきっかけに歌手を目指し、やがて「超時空シンデレラ」と呼ばれるスーパーアイドルになってゆく。もうひとりのヒロインであるシェリルが大人びているのとは対照的に、身長は低く、ボディラインも幼さが残る。性格は引っ込み思案で、不器用な面もあるが、ここ一番には肝が据わる。ふとしたことから主人公の「早乙女アルト」と知り合い、親交を深めていくが、アルトはシェリルとも親密になり三角関係に発展する。
テレビ放送と時期を合わせてオフィシャルブログも更新され、アニメのキャラクターながら、実在するかのような演出が行なわれた。「ランカ・リー＝中島愛」名義でCDも発売され、ファーストシングルの「星間飛行」はオリコン初登場5位にランクインした。フィギュアやCD、本、プラモデルほか、関連商品も多数発売されている。

## 設定
この節では架空の人物である「ランカ・リー」のキャラクター設定を紹介する。ここではとくに断りのない場合、テレビ版『マクロスF』における設定について述べる。その他の作品における設定・経歴については後述。
『マクロスF』の物語開始直後（2059年3月）は15歳で、劇中で誕生日を迎えて16歳になる。この時点での身長は156cm、体重は42kg。地球人とゼントラーディ人のクォーターで、血液型はOz（ゼントランのO型）。ソーシャルセキュリティナンバーは624-31-9124。ゼントラーディの血を引くことから髪は緑色で、体も頑丈。ショートの髪型は垂れ下がった犬の耳のように見え、後ろ髪をリボンで縛っており、頭頂部付近にはいわゆる「アホ毛」がある。垂れ下がった部分の髪は感情に応じて動くことがある。メールや手紙では日本語を用いる。
銀河中心付近を航行する移民船団「マクロス・フロンティア」のアイランド1、サンフランシスコエリア（381 Dox Street,Frontier Midtown,AS 13451）に義兄のオズマ・リーと一緒に住んでいる。
名門の「お嬢様学校」である聖マリア学園に通いつつ、中華料理チェーン店「娘々」（にゃんにゃん）でアルバイトをする。仕事中は赤いチャイナドレス風の制服を着用している。友人は同じ「娘々」のアルバイト仲間の松浦ナナセ。
11年前にバジュラによって壊滅させられた第117次大規模調査船団の生き残り。解離性健忘により当時の記憶をすべて失っているが、親しい人間の危機に直面すると記憶がフラッシュバックし、錯乱状態に陥る。事件以前の唯一の記憶が、全編を通してランカのテーマソングとなる「アイモ」。事件の際に新統合軍パイロットだったオズマに救出され、その妹として育てられた。引っ込み思案な性格で、人前で歌うことを避けていたが、自分の歌をみんなに聞いて欲しいという願いと、アルト、シェリルとの出会い、彼らの激励をきっかけとして、本気で歌手を目指すことになる。
登竜門のつもりで第12回「ミス・マクロス・フロンティア」コンテストに応募。最終選考まで残るがミスの座は得られずに終わる。しかも芸能活動禁止の校則を破ったことで、学校から停学処分を受ける。しかし街で歌っている姿をエルモ・クリダニクに見いだされ、芸能プロダクション入り。聖マリア学園を退学後、芸能活動のため美星学園芸能科に編入。デビュー曲は「ねこ日記」。
その後、劇中の映画「BIRD HUMAN -鳥の人-」(『マクロス ゼロ』で描かれた物語の映画化という設定）で端役に起用されるが、彼女の歌う「アイモ」を監督のジョージ・山森が偶然耳にしたことで、「アイモ」が映画のテーマ曲に使われることになる。さらにサブヒロイン、マオ・ノーム役が怪我で出演できなくなったため急遽代役に抜擢され、ラストシーンで「アイモ〜鳥のひと」を歌ったことから一躍脚光を浴び、「超時空シンデレラ」の異名をとるアイドル歌手となる。
惑星ガリア4での叛乱を歌で防いだことをきっかけに、現代のリン・ミンメイとして注目されるが、ランカの歌がバジュラに影響を及ぼすことが判明してからは、軍事的に利用されるようになる。「ランカ・アタック」と呼ばれるその作戦ではカナリア・ベルシュタイン中尉の操縦するVB-6 ケーニッヒモンスターに同乗。同機にはランカを模したノーズアートが描かれる。
じつは出生前に母胎内でバジュラ由来の「V型感染症」に感染しており、それが原因で自覚なくバジュラと心を通わせる特異な能力を持つがゆえに、他者からの理解を得られず孤立し、非常に難しい立場に立たされることになる。激化する戦いのなかで過去の記憶を取り戻しはじめるが、ランカを「リトルクイーン」と呼び、その能力を使ってバジュラを銀河支配に利用しようともくろむマクロス・ギャラクシー船団の上層部に意識をコントロールされる。一時は人類の敵に回ったとみなされるものの、シェリルの歌とアルトの呼びかけで自我を取り戻し、シェリルとともに歌うことでバジュラの人類に対する誤解を解き、争いを終結に導く。
携帯電話は「オオサンショウウオさん」と名づけられたバイオセルラー（生体携帯）。生物的な外見で手足はヘッドホンになったりといった、さまざまな機能がついている。バルキリーの形をしたリュックサックを愛用している。制服は初期は「聖マリア学園」の白い制服だが、のちに美星学園に転入してからはオレンジ色の制服になる。サインも設定されており、丸っこい「Ranka」のRの中に人の顔が描かれている。
趣味は資料によって複数の回答があるが、「料理」、「音楽鑑賞」、「歌うこと」、「蟻の行列の追跡」、「キモカワグッズ集め」の5つが挙げられている。ランカ・リーブログ（2058年12月1日の設定）では趣味は「お料理と音楽鑑賞」だが、もっぱら食べる方が好きと書かれている。テレビアニメでは厨房に立つシーンもあり、第11話「ミッシング・バースデー」では手作りのクッキーを作る。『RANKA マクロスF ランカ・リー オフィシャルブック』の20 - 21ページで「あらゆる事件を乗り越えてきた、ランカ・リーさんに直撃」と題したページでは、趣味は歌うことと、（最近あまり作っていないが）料理と答えている。蟻の行列の追跡については、ランカ・リーブログのプロフィール、『マクロスF OFFICIAL FILE (2)』、『RANKA マクロスF ランカ・リー オフィシャルブック』124ページなどに記述がある。好きなアーティストはシェリル・ノーム。
決め台詞は「みんな抱きしめて、銀河の果てまで」。

### 経歴
- 2043年4月29日[9] - ランシェ・メイの娘として生まれる。
- 2048年 - 第117次大規模調査船団がバジュラの大群の襲来によって壊滅する。精神的ショックにより記憶障害になる。オズマ・リーによって救出され、以後マクロス・フロンティア船団でオズマの妹として育てられる。
- 2058年9月[9] - 聖マリア学園に入学。
- 2059年
  - 3月2日[9] - シェリル・ノームの天空門ライブで早乙女アルトと出会う。フロンティア船団が宇宙生物バジュラの襲撃を受ける。
  - 4月20日[9] - 第12回「ミス・マクロス・フロンティア」コンテストに出場。最終選考まで残るも落選。
  - 4月21日[9] - ゼントラーディモール・フォルモでストリートライブを行う。
  - 5月1日[9] - エルモ・クリダニクのスカウトを受け、芸能プロダクションのベクタープロモーションに参加。
  - 5月9日[9] - 美星学園の芸能科に転入。
  - 5月18日[9] - 渋谷エリアでデビューシングル「ねこ日記」のプロモーションとしてティッシュペーパー配りを行なう。これをきっかけに同月26日、ジョージ・山森監督の映画「BIRD HUMAN -鳥の人-」出演が決定。
  - 5月31日[9] - 映画「BIRD HUMAN -鳥の人-」アイランド３でクランクイン。その直後、サブヒロイン、マオ・ノーム役の女優が怪我をしたため、急遽代役に指名される。
  - 7月12日[9] - 映画「BIRD HUMAN -鳥の人-」公開。ラストシーンで「アイモ〜鳥のひと」を披露。
  - 8月2日[9] - ガリア4で起こった第33海兵部隊の叛乱において「星間飛行」を披露。
  - 8月13日[9] - S.M.Sと新統合軍の協力でランカの歌「アイモ O.C.」のバジュラへの効果を検証する実験が行なわれる。
  - 8月15日[9] - 延期されていた「ファーストライブ リベンジ」が天空門ホールで開催される。
  - 8月25日[9] - 「アイモ記念日」。美星学園でライブ開催。
  - 8月28日[9]  - 護衛のブレラ・スターンとともに、保護していたバジュラ幼生の「あい君」を群れに返すべくフロンティア船団を離脱。
  - 9月[9] - バジュラ本星でフロンティア船団と合流。シェリルとともに歌う。

## 関連作品における設定・経歴

### 『劇場版 マクロスF』
『劇場版 マクロスF』においては、アルトとは物語開始以前からの知り合いとされており、テレビ版ではランカのみが記憶していた「アイモ」をシェリルも受け継いでいるという設定になっている。アルバイトではジャイロスクーターに乗って美星学園に「銀河ラーメン」の出前を届ける。「オオサンショウウオさん」の色はテレビ版の緑からオレンジとなっており、一目でテレビ版のランカと見分けがつくようになっている。
前編『イツワリノウタヒメ』では「ミス・マクロス・フロンティア」出演シーンは大幅にカットされているが、その後の下積み活動の描写が多くなっている。フロンティア船団へのバジュラ襲来時（第一次遭遇戦、または第二次バジュラ遭遇戦）にシェリルとともにステージで歌い、これをきっかけに一躍人気歌手となる。
完結編『サヨナラノツバサ』では第一次遭遇戦でバジュラに捕獲された際の体験から、バジュラにも心があるのではないかという考えを持ちはじめる。アトランティス・ドームでのファーストライブを終えたあと、シェリルがフロンティア船団によりスパイと認定されて死刑宣告を受けた際、ギャラクシー船団のサイボーグ、ブレラ・スターンによって自身の失われた過去について告げられ、記憶を取り戻す。S.M.Sでの検査により自身とバジュラとの関係が明らかとなり、シェリルを救うためにみずから作戦を発案し、シェリルが収監されたアイランド・アルカトラズで陽動のための慰問ライブを行う。脱出時、ランカの内臓をシェリルに全移植することをもくろむギャラクシー船団上層部の命令を実行するべく現れたブレラに身柄を狙われ、オズマとシェリルの命をかけた行動により救われる。最後の戦いを前にして、アルトの気持ちを察しながらも自分の思いを告げ、バジュラに心を伝え争いを止めるために歌う。
バジュラ本星での決戦から数年後を描いた『劇場短編マクロスF 〜時の迷宮〜』（2021年公開）では、ランカはトップアイドルとなっており、いまだ戻らないアルトの帰還と眠りつづけるシェリルの目覚めを望みながら超時空ライブツアーを実施し、アルトの行方に関する手がかりを探して銀河各地のプロトカルチャー遺跡を巡る旅を続けている。ライブツアー「From Me, To You」のさなか、自身の歌に反応して動きだした神殿遺跡「魂の井戸」に飛び込んでシェリルの潜在意識に歌を届け、遺跡を反応させてアルトの行方を突き止める。

### 『シェリル 〜キス・イン・ザ・ギャラクシー〜』
小山鹿梨子の漫画『シェリル 〜キス・イン・ザ・ギャラクシー〜』では美星学園の生徒として登場。アルトとは以前からの知り合い。「ミス・マクロスF」出場時にその才能を注目され、知名度を上げる。5歳のころ、惑星ガリア4で「アイモ」を歌った際にバジュラが現れ、目の前で家族を失いながらも自身は無傷で生存したという過去を持つ。のちに船団元老院によりバジュラ誘導能力を持つ「クイーン1」と認定され、洗脳されて歌でバジュラを操り、フロンティア船団に攻撃を仕掛ける。乗り込んできたシェリルの歌によって洗脳は解かれ、S.M.Sに救助される。

## 歌唱曲
この節ではランカが歌う楽曲について記述する。歌は特記のない場合「ランカ・リー＝中島愛」名義。作曲は過去作品の使用曲「私の彼はパイロット」「愛・おぼえていますか」を除き菅野よう子。テレビシリーズスタート当初は単に歌の好きな少女という設定から、シェリルやミンメイの歌を歌うが、物語中盤のメジャーデビュー後はランカのために書かれた曲を歌う。
シングルカットされた曲や、シェリルとのデュエットのみで発表された曲の詳細については「マクロスFのディスコグラフィ」「星間飛行」「ライオン (May'n/中島愛の曲)」を参照。

### テレビ版
「超時空飯店 娘々」CMソング
作詞 - 吉野弘幸 / 作曲・編曲 - 菅野よう子
ランカがアルバイトをする中華料理屋チェーン店「娘々（にゃんにゃん）」のCMソングであり、第1話で初めて会ったアルトにアルバイト先を紹介するため振り付きで歌う。第11話ではアイドルとなったランカが出演するCMに使用される。
愛・おぼえていますか
作詞 - 安井かずみ / 作曲 - 加藤和彦 / 編曲 - 菅野よう子
第1話特別編、第12話のエンディングテーマ。『超時空要塞マクロス 愛・おぼえていますか』の主題歌で、リン・ミンメイ（飯島真理）が歌う曲「愛・おぼえていますか」のアレンジ版。ランカのデビューシングルにおけるカップリング曲という設定で、伝説の歌姫であるリン・ミンメイのようになってほしいというエルモの願いを込めたものとされている。
第1話特別編で使用されているバージョンはシングル「星間飛行」に「愛・おぼえていますか -デカルチャーエディションsize-」として収録されている。
愛・おぼえていますか〜bless the little queen
第24話、第25話挿入歌。ギャラクシー船団に操られたランカが歌う。上記とは異なり、「そこはかとない怖さが潜んでいるような曲調」とされている。

アイモ
作詞 - Gabriela Robin / 作曲・編曲 - 菅野よう子
第1話通常版のエンディングテーマとして初使用。本編挿入歌としては第3話より使用される。幼いころの記憶をなくしたランカの記憶に唯一残っている歌。その正体はバジュラが数億年に一度の繁殖期に別銀河の群れに向けて歌う「こいのうた」であり、「アイモ」は「あなた」を意味する。
菅野はバジュラとのコミュニケーションという話から、論理的になるよりも感覚的に歌えるものとして本曲を作ったというが、恋愛要素を込めたつもりはなく、最終話で「こいのうた」であることが示された際には驚いたという。
アイモ〜鳥のひと
作詞 - Gabriela Robin、坂本真綾 / 作曲・編曲 - 菅野よう子
第10話挿入歌・エンディングテーマ。劇中映画のメインテーマとして使われ、ランカがスターダムを駆け上がるきっかけとなる。
母と子ランカのアイモ
歌 - 坂本真綾（蘭雪）、ランカ・リー＝中島愛
作詞 - Gabriela Robin、作曲・編曲 - 菅野よう子
第14話挿入歌。
アイモ O.C.
作詞 - 坂本真綾、Gabriela Robin / 作曲 - 菅野よう子 / 編曲 - 保刈久明、菅野よう子
第16話、第18話、第20話挿入歌。グレイス・オコナーがプロデュースした戦意高揚歌風のアレンジ版。「ランカ・アタック」で歌う。
ブレラと子ランカのアイモ
作詞 - Gabriela Robin、作曲・編曲 - 菅野よう子
第23話、第24話挿入歌。ブレラのハーモニカによる伴奏に合わせて幼少期のランカが歌う。

上記のほかに、シェリルが歌う「シェリルのアイモ」、坂本真綾（蘭雪）が歌う「アイモ〜こいのうた〜」がある。劇場版の「島アイモ」については後述。
ダイアモンド クレバス
作詞 - hàl、作曲・編曲 - 菅野よう子
シェリルの曲「ダイアモンド クレバス」には、ランカがボーカルに加わる以下のバージョンがある。
ダイアモンド クレバス〜展望公園にて
第2話挿入歌。アイランド1の展望公園でランカが口ずさむ。変装して同行していたシェリルがそれに合わせて歌い出し、正体を明かす。
ダイアモンド クレバス50/50
第15話エンディングテーマ。シェリルとのデュエットとなるアレンジ版。

私の彼はパイロット - MISS MACROSS 2059
作詞 - 阿佐茜 / 作曲 - 羽田健太郎 / 編曲 - 保刈久明、菅野よう子
第4話で使用。ミス・マクロス・フロンティアコンテストで披露する曲。『超時空要塞マクロス』のリン・ミンメイ（飯島真理）が歌う曲「私の彼はパイロット」のアレンジ版。
劇中でランカは歌に合わせて踊るが、これは作画スタッフがみずから振り付けをビデオに撮って、それをもとに作画したという。
What 'bout my star? @Formo
作詞 - hàl / 作曲・編曲 - 菅野よう子
第5話で使用。シェリルの曲「What 'bout my star?」のアレンジ版。ランカが歌手を目指す覚悟を見せるために、アイランド3のフォルモでひとりで歌い、そこで芸能プロダクションのスカウトを受ける。最初はアカペラだが、周囲にいたストリートミュージシャンが途中から伴奏をつけるという構成になっている。第15話ではシェリルとのデュエットとなる。
菅野はもともと最初のボーカリストのために作った曲を別のボーカリストが歌うことには否定的な考えをもっており、提案された際もアレンジを変更することを条件に引き受けたが、作るなかで詞を変えたりといった「小細工」など必要なく、ふたりで歌うことも「あり」だという心境に至ったという。
インフィニティ #7
作詞 - 岩里祐穂 / 作曲・編曲 - 菅野よう子
第7話で使用。シェリルの曲「インフィニティ」を、ライブの客席にいるランカがシェリルに合わせて歌う。
ニンジーン Loves you yeah!
作詞 - 一倉宏 / 作曲・編曲 - 菅野よう子
第8話で使用。なないろニンジンのCMキャンペーンの曲で、全身タイツにニンジンのかぶり物という姿で歌う。
2023年にはソーシャル・ネットワーキング・サービス「TikTok」で替え歌をきっかけに動画のBGMとして本曲を使用することが流行し、2023年2月22日公開（2023年2月13日から2月19日の集計結果）の「TikTok Weekly Top 20」では第3位にランクインした。
ねこ日記
作詞 - 一倉宏 / 作曲・編曲 - 菅野よう子
第9話で使用。設定ではランカのデビューシングル。水着姿に猫耳としっぽをつけたコスチュームでティッシュペーパーを配るプロモーションを行なう。第11話のエンディングテーマ、第12話の挿入歌にも使われている。
星間飛行
作詞 - 松本隆 / 作曲・編曲 - 菅野よう子
第12話より使用。ガリア4ライブで歌う。第17話ではオープニングテーマとしても使用。

ライオン
作詞 - Gabriela Robin / 作曲・編曲 - 菅野よう子
シェリルとのデュエット。第18話から、後期オープニングテーマとして使用され、本編中では後述のメドレーで使用。『イツワリノウタヒメ』では単独で挿入歌として使用。

アナタノオト
作詞 - 真名杏樹 / 作曲・編曲 - 菅野よう子
第19話、美星学園ライブの場面で使用。第25話でも使用され、同話のサブタイトルにもなっている。アコースティックギターやタンバリンによる伴奏が特徴のラブソング。
菅野はもともと「サッカー場で試合に負けてしまった彼氏に対して、あなたはよくやった、負けても大丈夫よ、あなたは素敵よみたいなメッセージにするつもりだった」といい、作詞家が出したプロットのひとつから曲を完成させたところ、これを見た河森が「脱皮」をイメージし「脱皮ソング」になったという。
蒼のエーテル
作詞 - 坂本真綾 / 作曲・編曲 - 菅野よう子
第21話、ランカがフロンティア船団を離れるシーンからエンディングにかけて流れる歌で、同話のサブタイトルにもなっている。大戦終結後に発表された曲で、ランカにとって初の「別れの歌」という設定。
作詞を任された坂本真綾によって、争いに対する「中庸」が表現されている。当初は「離脱ソング」と呼ばれていた。
娘々サービスメドレー
編曲 - 菅野よう子
シェリル・ノームとのデュエット。第25話で使用。「ライオン」、「インフィニティ」、「私の彼はパイロット」、「ダイアモンド クレバス」、「星間飛行」、「愛・おぼえていますか」、「What 'bout my Star?」、「アイモ」のメドレー。

トライアングラー Fight on Stage
作詞 - Gabriela Robin / 作曲・編曲 - 菅野よう子
第25話エンディングテーマ。前期オープニングテーマ「トライアングラー」のカバー曲。シェリルとランカのデュエットで、歌詞の一部も変更されている。

### 劇場版

#### 『イツワリノウタヒメ』 の使用曲
スターライト納豆
作詞 - 一倉宏 / 作曲・編曲 - 菅野よう子
アクアゲート星系原産の発光バクテリアを使った新しい納豆、スターライト納豆のプロモーション曲。ランカは藁苞（わらづと）に入った納豆の着ぐるみを着て食料品売り場の試食コーナーでプロモーションを行なう。
テレビシリーズの「ニンジーン Loves you yeah!」に続く子供の嫌いな食べ物シリーズとして江端里沙が衣装をデザインした。
ダイナム超合金
作詞 - 黒河影次 / 作曲・編曲 - 菅野よう子
超合金のCM曲で、深・秋葉原（ディープ・アキバ）でバルキリー少女のコスチュームでプロモーションを行なう。
開拓重機
作詞 - 一倉宏 / 作曲・編曲 - 菅野よう子
作中で開かれる土木重機展示会でのCM曲で、ベクタープロモーションの先輩である徳川喜一郎とのデュエット。オレンジ色の水着姿にヘルメットでプロモーションに登場する。
だるまゼミナール
作詞 - 一倉宏 / 作曲・編曲 - 菅野よう子
受験予備校だるまゼミナールのCM。だるま姿のかぶりものでプロモーションに登場する。
ファミリーマート・コスモス
作詞 - 一倉宏 / 作曲・編曲 - 菅野よう子
劇中のファミリーマートのCMソングで、店内で流れる。劇場版とのタイアップで2009年末には、実際にファミリーマートで流されていた。
そうだよ。
作詞 - 坂本真綾、Gabriela Robin / 作曲・編曲 - 菅野よう子
『イツワリノウタヒメ』のエンディングテーマ。CD付属ブックレットの解説では携帯電話のCMに使用された曲とされている。

#### 『サヨナラノツバサ』 の使用曲
島アイモ
作詞 - Gabriela Robin / 作曲・編曲 - 菅野よう子
マヤン島での休暇中に歌う「アイモ」。
ボーカルは中島が初めて歌ったときの素朴なものを、伴奏は映画用に作られた豪華なものを使用している。
虹いろ・クマクマ
作詞 - Gabriela Robin / 作曲・編曲 - 菅野よう子
アトランティスドームで行われるランカのファーストライブで披露される曲。テーマは「魔法少女」もしくは「おとぎ話の魔法使い」。ライブでは、妖精になったランカがドーム内を飛び回る演出や、観客席のシェリルに熊のぬいぐるみを渡す場面がある。
恋はドッグファイト
作詞 - 黒河影次 / 作曲・編曲 - 菅野よう子
ランカのファーストライブで披露される曲。もともとは『イツワリノウタヒメ』のときに第一次星間大戦を題材にしたオンラインシューティングゲームのプロモーション用の曲として用意されていたという設定。『イツワリノウタヒメ』に登場するランカの曲を集めたCD「CMランカ」では「恋のドッグファイト（ちょっとだけ）」として収録され、のちに完全版が『娘クリ』に収録された。
星間飛行（LIVE in アルカトラズ）
作詞 - 松本隆 / 作曲・編曲 - 菅野よう子
アルカトラズ監獄島の慰問ライブで歌う「星間飛行」。
2010年のクリスマスライブ「マクロスF 超時空スーパーライブ 〜Merry Christmas without You〜」で披露したバージョンで、同ライブ直後に録音したもの。
Get it on
作詞 - Gabriela Robin（「光速クライMAX」）、Tim Jensen / 作曲・編曲 - 菅野よう子
シェリルとのデュエット曲。ゲーム『マクロストライアングルフロンティア』のテーマ曲は英語版の「Get it on〜Flying Lock」。『サヨナラノツバサ』ではシェリルの脱獄シーンで、日本語版の「Get it on〜光速クライMAX」が使用されている。

放課後オーバーフロウ
作詞 - Gabriela Robin / 作曲・編曲 - 菅野よう子
最終決戦の地となるバジュラ本星へと突入する場面で使用。劇中ではランカが初めて作詞も担当した曲という設定。

娘々Final Attack フロンティアグレイテスト☆ヒッツ!
編曲 - 菅野よう子
シェリルとのデュエットメドレー。「ノーザンクロス」、「虹いろ・クマクマ」、「ライオン」、「愛・おぼえていますか」、「ユニバーサル・バニー」、「オベリスク」の順。

サヨナラノツバサ〜the end of triangle
作詞 - Gabriela Robin、河森正治（「サヨナラノツバサ」） / 作曲・編曲 - 菅野よう子
バジュラ本星における最終決戦時にシェリルとのデュエットで歌われる曲。

ホシキラ
作詞 - Gabriela Robin / 作曲・編曲 - 菅野よう子
『サヨナラノツバサ』のエンディングテーマ。『時の迷宮』でも挿入歌として使用。
もともとは菅野がクリスマスアルバム『cosmic cuune』を作ったあとに思いつき、当時体調不良だった中島を応援するために作った曲である。
dシュディスタb
作詞 - hàl / 作曲・編曲 - 菅野よう子
『サヨナラノツバサ』のエンディングテーマ。シェリルとのデュエット曲。

#### 『時の迷宮』 の使用曲
時の迷宮
作詞 - 菅野よう子、児玉雨子 / 作曲・編曲 - 菅野よう子
『劇場短編マクロスF 〜時の迷宮〜』の主題歌。シェリルとのデュエット。

### その他
ランカとボビーのSMS小隊の歌
歌 - ランカ・リー with ボビー・マルゴ（中島愛、三宅健太）
作詞 - 黒河影次 / 作曲・編曲 - 菅野よう子
シングル「ランカとボビーのSMS小隊の歌 など。」に収録。

Songbird
作詞 - 銀色夏生 / 作曲・編曲 - 菅野よう子
クリスマスを題材にしたCDアルバム『cosmic cuune』1曲目に収録。
星間イヴ（星間飛行 christmas ver.）
作詞 - 松本隆 / 作曲・編曲 - 菅野よう子
『cosmic cuune』3曲目に収録。「星間飛行」のクリスマスアレンジバージョン。シェリルとのデュエット。
ランカの「くつしたのうた。」
作詞 - Gabriela Robin / 作曲・編曲 - 菅野よう子
『cosmic cuune』4曲目に収録。
Merry Christmas without You
作詞 - 山田稔明 / 作曲・編曲 - 菅野よう子
『cosmic cuune』7曲目に収録。シェリルとのデュエット。
タブレット
作詞 - Gabriela Robin / 作曲・編曲 - 菅野よう子
『cosmic cuune』8曲目に収録。シェリルとのデュエット。
娘々FIRE!! 〜突撃プラネットエクスプロージョン
作詞 - K.INOJO、古屋敏之 / 作曲 - 河内淳貴、須藤英樹、福山芳樹 / 編曲 - CHOKKAKU
『マクロスFB7 銀河流魂 オレノウタヲキケ！』の主題歌。シェリル、およびFire Bomberとともにボーカルを務めるメドレー。

Good job!
作詞 - Robin Robinson / 作曲・編曲 - 菅野よう子
『マクロスF』10周年記念シングル「Good job!」に収録。シェリルとのデュエット。

ランカと Brand New Peach
作詞 - Robin Robinson / 作曲・編曲 - 菅野よう子
「Good job!」に収録。ゲーム『歌マクロス スマホDeカルチャー』1周年記念曲。

サクリファイス
作詞 - Gabriela Robin / 作曲・編曲 - 菅野よう子
シングル「時の迷宮」収録曲。シェリルとのデュエット。

僕らの戦場
作詞 - 唐沢美帆、加藤裕介 / 作曲・編曲 - 加藤裕介
『マクロス40周年記念超時空コラボアルバム デカルチャー!! ミクスチャー!!!!!』収録曲。『マクロスΔ』挿入歌のカバー。シェリルとのデュエット。
いけないボーダーライン
作詞 - 西直紀 / 作曲・編曲 - コモリタミノル
『デカルチャー!! ミクスチャー!!!!!』収録曲。『マクロスΔ』挿入歌のカバー。シェリルとのデュエット。
不確定性☆COSMIC MOVEMENT
作詞 - 深川琴美、六ツ見純代、渡邊亜希子、姉田ウ夢ヤ / 作曲 - 姉田ウ夢ヤ / ストリングス編曲 - 倉内達矢
『デカルチャー!! ミクスチャー!!!!!』収録曲。『マクロスΔ』挿入歌のカバー。
破滅の純情
作詞 - 西直紀 / 作曲・編曲 - コモリタミノル
『デカルチャー!! ミクスチャー!!!!!』収録曲。『マクロスΔ』後期エンディングテーマ・挿入歌のカバー。シェリルとのデュエット。
愛・おぼえていますか（40th Anniversary DeCulture Edition）
作詞 - 安井かずみ / 作曲 - 加藤和彦 / オーケストラアレンジ - 服部隆之
歌 - シェリル・ノーム starring May'n、ランカ・リー＝中島愛、ワルキューレ
『デカルチャー!! ミクスチャー!!!!!』収録曲。
爛々スペシャルボーナスメドレー（Δ得盛り）
『デカルチャー!! ミクスチャー!!!!! 初回限定フロンティア盤』収録曲。シェリルとのデュエット。『マクロスΔ』シリーズの主題歌・挿入歌「一度だけの恋なら」「ワルキューレがとまらない」「Walküre Attack!」「ワルキューレは裏切らない」「LOVE! THUNDER GLOW」「God Bless You」「ワルキューレはあきらめない」「ワルキューレがとまらない」「ルンがピカッと光ったら」のメドレー。
ギラギラサマー(^ω^)ノ (Ranka cover)
作詞 - Gabriela Robin、富永恵介 / 作曲・編曲 - 菅野よう子
『マクロスF オールタイムベストアルバム「娘々グレイテスト☆ヒッツ！」』の「完全生産限定・デカルチャー特装盤」と「限定盤」に付属する特典ディスク「デカルチャー歌合戦」収録曲。
pink monsoon (Ranka cover)
作詞 - Gabriela Robin / 作曲・編曲 - 菅野よう子
「デカルチャー歌合戦」収録曲。
天使になっちゃった (Ranka cover)
作詞 - Gabriela Robin / 作曲・編曲 - 菅野よう子
「デカルチャー歌合戦」収録曲。

## 制作
『マクロスF』では、銀河ナンバーワンの歌手とそれを追いかける少女の構図として、シェリルとランカがダブルヒロインとなっている。
キャラクター造形では、今までのどんなアニメキャラクターとも似ていない髪形が模索され、江端里沙の手によって最終的に犬の耳のような髪型になった。髪の毛が動くのは異星人（ゼントラーディ）の血を受け継いでいるからという理由がつけられた。地味になりすぎず、派手になりすぎないところが難しかったとのこと。コスチュームについてはナチュラルな正統派を意識してデザインされた。
河森は新人の中島愛がオーディションで見つかったから、ランカの成長とリアルタイムでシンクロする新鮮なキャラクターになったと語っている
作画監督の高橋裕一は、ランカのイラストを描くときに難しいのは胸と述べている。小柄という設定だが、真っ平にはできず、かといって大きくもできないため、作画スタッフによってまちまちになるからだという。
『劇場短編マクロスF 〜時の迷宮〜』におけるランカのデザインも江端が手掛けており、少し成長した姿を作画スタッフが過去の体型などと比較できるように設定画を描いている。髪に以前はなかった明るめのインナーカラーが入っており、江端は「お兄ちゃんの髪の色が出てきている」ということにしたと述べている。

## 反響

### 人気投票
「マクロスシリーズ」のキャラクター人気投票では毎回高順位を獲得しており、2010年に雑誌『マクロスエース』で2度にわたって発表されたランキングの女性キャラクター部門ではどちらも第3位、2019年にNHK BSプレミアムで放送された『発表!全マクロス大投票』のキャラクター部門では作品別、総合ともに第3位、2021年以降に「ねとらぼ調査隊」が実施しているアンケート「あなたが好きなマクロスシリーズの歌姫は？」では最高で第2位を記録している。

## ランカを主人公とする作品
『マクロスF』は多様な媒体でメディアミックスが行われており、ランカを主人公とした作品も複数存在する。
マクロスF 超次空歌巫女ランカ
黒岩よしひろの漫画作品。『月刊コンプエース』の2008年4月号から7月号まで連載された。
マクロスF 抱きしめて、銀河の果てまで。
水島空彦の漫画作品。『月刊コンプエース』の2008年9月号から2009年4月号まで連載された。
アイドルはつらいよF
高雄右京の漫画作品。『マクロスエース Vol.004』より同『Vol.008』まで連載。
劇場短編マクロスF 〜時の迷宮〜
2021年に公開された短編アニメ映画。エンドロールのクレジットはランカが一番上となっている。

## ディスコグラフィ

### シングル
|     | 発売日         | タイトル             | 規格品番   | オリコン 最高位 |
| --- | -------------- | -------------------- | ---------- | --------------- |
| 1st | 2008年6月25日  | 星間飛行             | VTCL-35029 | 5位             |
| ※   | 2009年12月16日 | CMランカ             | VTCL35089  | 5位             |
| 2nd | 2011年1月26日  | 放課後オーバーフロウ | VTCL-35111 | 8位             |

### その他参加作品
| 発売日   | 商品名                                                                                             | 歌                                                                                             | 楽曲 | 備考                                               |
| 2008年   | 2008年                                                                                             | 2008年                                                                                         | 2008年 | 2008年                                             |
| -------- | -------------------------------------------------------------------------------------------------- | ---------------------------------------------------------------------------------------------- | --- | -------------------------------------------------- |
| 6月4日   | マクロスF O.S.T.1 娘フロ。                                                                         | ランカ・リー＝中島愛、シェリル・ノーム starring May'n                                          | 「What'bout my star?@Formo」 | テレビアニメ『マクロスF』劇中歌                    |
| 6月4日   | マクロスF O.S.T.1 娘フロ。                                                                         | ランカ・リー＝中島愛                                                                           | 「アイモ」 「ニンジーン Loves you yeah!」 「「超時空飯店 娘々」CMソング（Ranka Version）」 「アイモ〜鳥のひと」                                                | テレビアニメ『マクロスF』劇中歌                    |
| 8月20日  | ライオン                                                                                           | シェリル・ノーム starring May'n、ランカ・リー＝中島愛                                          | 「ライオン」 | テレビアニメ『マクロスF』オープニングテーマ        |
| 10月8日  | マクロスF O.S.T.2 娘トラ☆                                                                          | ランカ・リー＝中島愛、シェリル・ノーム starring May'n                                          | 「トライアングラー（fight on stage）」 | テレビアニメ『マクロスF』エンディングテーマ        |
| 10月8日  | マクロスF O.S.T.2 娘トラ☆                                                                          | ランカ・リー＝中島愛                                                                           | 「アナタノオト」 「愛・おぼえていますか〜bless the little queen」 「蒼のエーテル」 「アイモ O.C.」                                                             | テレビアニメ『マクロスF』劇中歌                    |
| 10月8日  | マクロスF O.S.T.2 娘トラ☆                                                                          | シェリル・ノーム starring May'n、ランカ・リー＝中島愛、坂本真綾（蘭雪）                        | 「娘々サービスメドレー」 | テレビアニメ『マクロスF』劇中歌                    |
| 12月3日  | マクロスF VOCAL COLLECTION 娘たま♀                                                                 | シェリル・ノーム starring May'n、ランカ・リー＝中島愛                                          | 「ダイアモンド クレバス〜展望公園にて」 「インフィニティ #7」 「ダイアモンド クレバス 50/50」 「娘々スペシャルサービスメドレー（特盛り）」                     | テレビアニメ『マクロスF』劇中歌                    |
| 12月3日  | マクロスF VOCAL COLLECTION 娘たま♀                                                                 | ランカ・リー＝中島愛                                                                           | 「愛・おぼえていますか」 「ブレラと子ランカのアイモ」 | テレビアニメ『マクロスF』劇中歌                    |
| 12月3日  | マクロスF VOCAL COLLECTION 娘たま♀                                                                 | 坂本真綾（蘭雪）、ランカ・リー＝中島愛                                                         | 「母と子ランカのアイモ」 | テレビアニメ『マクロスF』劇中歌                    |
| 12月24日 | ランカとボビーのS.M.S小隊の歌 など。                                                               | ランカ・リー（中島愛） with ボビー・マルゴ（三宅健太）                                         | 「ランカとボビーのSMS小隊の歌」 | テレビアニメ『マクロスF』関連曲                    |
| 2009年   | |                                                                                                | |                                                    |
| 10月14日 | 超時空アンセム2009『息をしてる 感じている』                                                        | リン・ミンメイ（飯島真理）、FIRE BOMBER、シェリル・ノーム starring May'n、ランカ・リー＝中島愛 | 「息をしてる 感じている」 | イベント『MACROSS CROSSOVER LIVE』関連曲           |
| 2010年   | |                                                                                                | |                                                    |
| 11月24日 | cosmic cuune                                                                                       | ランカ・リー＝中島愛                                                                           | 「Songbird」 「ランカの「くつしたのうた。」」 | テレビアニメ『マクロスF』関連曲                    |
| 11月24日 | cosmic cuune                                                                                       | シェリル・ノーム starring May'n、ランカ・リー＝中島愛                                          | 「サイレントでなんかいられない」 「タブレット」 | テレビアニメ『マクロスF』関連曲                    |
| 11月24日 | cosmic cuune                                                                                       | ランカ・リー＝中島愛、シェリル・ノーム starring May'n                                          | 「星間イヴ（星間飛行 christmas ver.）」 | テレビアニメ『マクロスF』関連曲                    |
| 11月24日 | cosmic cuune                                                                                       | シェリル・ノーム starring May'n、ランカ・リー＝中島愛、frontier stars                          | 「Merry Christmas without You」 | テレビアニメ『マクロスF』関連曲                    |
| 2011年   | |                                                                                                | |                                                    |
| 3月9日   | 劇場版マクロスF サヨナラノツバサ netabare album the end of "triangle"                              | ランカ・リー＝中島愛                                                                           | 「虹いろ・クマクマ」 「恋はドッグファイト（FIRST LIVE in アトランティスドーム）」 「星間飛行（LIVE in アルカトラズ）」 「島アイモ」 「ホシキラ」 「F refrain」 | 劇場アニメ『劇場版 マクロスF』劇中歌               |
| 3月9日   | 劇場版マクロスF サヨナラノツバサ netabare album the end of "triangle"                              | シェリル・ノーム starring May'n、ランカ・リー＝中島愛                                          | 「Get it on〜光速クライmax」 「娘々Final Attack フロンティア グレイテスト☆ヒッツ！」 「サヨナラノツバサ〜the end of triangle」 「dシュディスタb」              | 劇場アニメ『劇場版 マクロスF』劇中歌               |
| 2012年   | |                                                                                                | |                                                    |
| 10月24日 | 娘々FIRE!! 〜突撃プラネットエクスプロージョン／ヴァージンストーリー                                | シェリル・ノーム starring May'n、ランカ・リー＝中島愛                                          | 「娘々FIRE!! 〜突撃プラネットエクスプロージョン」 | 劇場アニメ『マクロスFB7 オレノウタヲキケ!』主題歌  |
| 2013年   | |                                                                                                | |                                                    |
| 11月     | 一番くじプレミアム マクロスF D賞 ミュージックCDコレクション                                        | 熱気バサラ（福山芳樹）、ランカ・リー＝中島愛                                                   | 「REMEMBER 16」 | 「マクロスシリーズ」関連曲                         |
| 2018年   | |                                                                                                | |                                                    |
| 9月26日  | Good job!                                                                                          | シェリル・ノーム starring May'n、ランカ・リー＝中島愛                                          | 「Good job!」 | テレビアニメ『マクロスF』関連曲                    |
| 9月26日  | Good job!                                                                                          | ランカ・リー＝中島愛                                                                           | 「ランカと Brand New Peach」 | ゲーム『歌マクロス スマホDeカルチャー』関連曲      |
| 2021年   | |                                                                                                | |                                                    |
| 11月10日 | 時の迷宮                                                                                           | ランカ・リー＝中島愛、シェリル・ノーム starring May'n                                          | 「時の迷宮」 「時の迷宮 -movie edition-」 | 劇場アニメ『劇場短編マクロスF 〜時の迷宮〜』主題歌 |
| 11月10日 | 時の迷宮                                                                                           | シェリル・ノーム starring May'n、ランカ・リー＝中島愛                                          | 「サクリファイス」 | 劇場アニメ『劇場短編マクロスF 〜時の迷宮〜』関連曲 |
| 2022年   | |                                                                                                | |                                                    |
| 4月6日   | マクロス40周年記念超時空コラボアルバム デカルチャー!! ミクスチャー!!!!!                            | シェリル・ノーム starring May'n、ランカ・リー＝中島愛                                          | 「僕らの戦場」 「いけないボーダーライン」 「破滅の純情」 | 「マクロスシリーズ」関連曲                         |
| 4月6日   | マクロス40周年記念超時空コラボアルバム デカルチャー!! ミクスチャー!!!!!                            | ランカ・リー＝中島愛                                                                           | 「不確定性☆COSMIC MOVEMENT」 | 「マクロスシリーズ」関連曲                         |
| 4月6日   | マクロス40周年記念超時空コラボアルバム デカルチャー!! ミクスチャー!!!!!                            | シェリル・ノーム starring May'n、ランカ・リー＝中島愛、ワルキューレ                            | 「愛・おぼえていますか（40th Anniversary DeCulture Edition）」                                                                                                 | 「マクロスシリーズ」関連曲                         |
| 4月6日   | マクロス40周年記念超時空コラボアルバム デカルチャー!! ミクスチャー!!!!! 初回限定フロンティア盤     | シェリル・ノーム starring May'n、ランカ・リー＝中島愛                                          | 「爛々スペシャルボーナスメドレー（Δ得盛り）」 | 「マクロスシリーズ」関連曲                         |
| 2025年   | |                                                                                                | |                                                    |
| 4月29日  | マクロスF オールタイムベストアルバム「娘々グレイテスト☆ヒッツ！」 BONUS DISC「デカルチャー歌合戦」 | ランカ・リー＝中島愛                                                                           | 「ギラギラサマー(^ω^)ノ (Ranka cover)」 「pink monsoon (Ranka cover)」 「天使になっちゃった (Ranka cover)」 『マクロスF』シリーズ関連カバー曲                  |                                                    |

## 関連商品
ランカは数々のグッズが製作されている。以下に紹介するもの以外にも、シェリルとのコンビで関連グッズに描かれることが多い。

### 書籍
マクロスF ランカ・リー オフィシャルブック
太田出版より2009年11月30日発売。
「著者=ランカ・リー」名義のムック。イラスト、キャラクター設定、完全版ランカ・リーブログ、中島愛によるTVシリーズ全25話レビュー、河森正治へのインタビューなどが収録されている。執筆は赤尾でこ、志田英邦。
　マクロスF ビジュアルコレクション ランカ・リー
角川書店より2011年2月19日発売。
テレビシリーズ、劇場版のイラストが収録されたムック。月刊ニュータイプに掲載された各種版権イラストのほか、描き下ろしのイラストも収録されている。完結編『サヨナラノツバサ』公開前に発売されたため同作品のイラストは「虹いろ・クマクマ」と「放課後オーバーフロウ」のみ。中島愛のインタビューを収録。

### フィギュア
アクションフィギュアコレクションリミテッド マクロスF ランカ・リー
メガハウスより2009年8月発売。美星学園高校のオレンジ色の制服を着たランカの可動式（アクション）フィギュア。700個限定で販売された。オオサンショウウオさん、あい君も付属する。
エクセレントモデル ランカ・リー N.A.Ver.
メガハウスより2009年5月下旬発売。作中に登場するメカ、VB-6 ケーニッヒモンスターに描かれているノーズアートのイラストをもとにしたフィギュア。赤い水着で髪の色は黄色になっている。原型は中島しゅーじ、原型協力はキバヤシノリオ。彩色はTc。
エクセレントモデル ランカ・リー 娘々Ver.
メガハウスより発売。娘々の制服である赤いチャイナドレスを着たフィギュア。エプロンは別パーツになっていて着脱可能。
エクセレントモデル ランカ・リー 超時空シンデレラVer.
メガハウスより発売。オレンジ色のコスチュームのフィギュア。ミス・マクロス・フロンティア時の水着にも換装可能。
ランカ人形
第22話に登場するものと同じデザインのぬいぐるみ。限定生産で受注販売された。
エモーションスタイル ランカ・リー
　バンダイより2009年11月発売。『イツワリノウタヒメ』に登場する開拓重機のCM衣装のフィギュア。オレンジ色のビキニを着ておりヘルメットとピッケルも付属する。
V.F.G. マクロスF VF-25F メサイア ランカ・リー
青島文化教材社より2022年6月発売。早乙女アルト機の「VF-25F メサイア」をカップリングしたVFガールフィギュア。アイ君にオオサンショウウオさん、マイク等のアクセサリパーツほか、素足や素手パーツも付属する。

### ゲーム
THE IDOLM@STER SP
2009年2月19日発売（ランカ関連DLコンテンツ配信は2010年6月30日）
販売 - バンダイナムコゲームス
アイドルをプロデュースするゲームのPSP版。本来は『マクロスF』とは無関係のゲームだが、ダウンロードコンテンツとして「ランカ・リー衣装」、「かたのりオオサンショウウオ」、「イツワリノオオサンショウウオ」、「超時空マイク」が2010年6月30日から2011年3月31日まで期間限定で配信。登場キャラクターにランカのコスチュームを着せることができる。

### その他
きゃらコン マクロスF ランカ・リー スバルインプレッサWRX
2008年10月下旬発売
発売元 - CCP
ランカのキャラクターデカールのついたラジコンカー。スケールは1/28。デザイン監修を河森正治が行っている。薄いオレンジがかった白い車体にランカのイラストがつく。
きゃらコン マクロスF ランカ・リー（レーシングVer.）スバルインプレッサWRX
2009年1月30日発売
発売元 - CCP
ランカのキャラクターデカールのついたラジコンカー。スケールは1/28。マクロス・フロンティアのアイランド1で年1回開催されているF.T.C.C.（フロンティア・ツーリング・カー・チャンピオンシップ）という架空のレースに参加しているという設定も作られた。ランカは中華料理チェーンの娘々がスポンサーにつき、ドライバーはブレラ・スターンという設定。薄いグリーン地にランカのイラストがつく。
ランカ ステージ衣装
発売 - アニメイトコスチューム館 ACOS
第4話「ミス マクロス」や第12話「ファステスト・デリバリー」で着用するオレンジ色のステージ衣装。
超時空飯店娘々特製　ランカ☆リー
2009年2月14日発売
ランカ・リーの名前をもじったレトルトカレー。東京アニメセンターで期間限定発売された。

### ユニットメンバー
1. ↑  アルト（中村悠一）、ランカ（中島愛）、シェリル（遠藤綾）、ミシェル（神谷浩史）、クラン（豊口めぐみ）、ボビー（三宅健太）、モニカ（田中理恵）、ラム（福原香織）
2. ↑  美雲（JUNNA）、フレイア（鈴木みのり）、カナメ（安野希世乃）、レイナ（東山奈央）、マキナ（西田望見）